# 德里克·乌夫顿
德里克·吉尔伯特·乌夫顿（英語：Derek Gilbert Ufton；1928年5月31日—2021年3月27日）是一名英格蘭職業板球運動員和足球運動員，退役後成為足球教練。球員時期的他曾效力肯特郡板球會出任三柱门防守员，及效力查尔顿竞技，在1953年代表英格蘭足球代表隊出場一次。球員生涯退役後曾執教普利茅斯。他去世前為英格蘭最年長，仍健在的代表隊成員。

## 早年
乌夫顿在1928年生於肯特郡克雷福德，於達特福德文法中學接受教育。在第二次世界大戰後期，他在倫敦一家航運辦公室工作。他的母親在一場空襲中遇難。
戰後他在奧爾德肖特的皇家陆军勤务队服兵役，並與吉米·希尔代表該隊打板球和踢足球。兵役完畢後他們兩人在倫敦租屋居住，並與老友马尔科姆·艾利森會面。是次會面使他們兩人在1949年獲得查尔顿竞技一紙職業足球合約成為足球員，儘管他們亦獲得卡迪夫城足試訓邀請。

## 板球生涯
乌夫顿在1949至1962年間效力肯特郡參加一級賽，司職三柱门防守员。他先在1945年效力郡二隊，1946年首次代表郡二隊上場比賽，但因為需要服兵役，使他延至1949年才提升至一隊參賽。效力肯特郡期間共得分超過4,000，1961年是他最成功的一年，共得668分及使90人出局，並唯一一次不是替肯特郡參加一級賽，他替馬里波恩板球會參加對蘇格蘭國家板球隊。乌夫顿生涯中只取得一次單場100分，1952年對萨塞克斯郡板球會取得119分且沒有出局。
1956年，乌夫顿獲贈肯特郡帽。1962年他被踢出一隊後，繼續效力球會二隊並通常擔任隊長至1966年。他在1991年出任球會總務委員會主席。他在業餘球會達特福德板球會繼續打板球。

## 足球生涯
乌夫顿在1949至1960年效力查尔顿竞技期間共上場277次，主要司職中後衛。他的肩部特別容易受傷，足球生涯期間有至少20次肩傷.。1953年他是他唯一一次代表英格蘭足球代表隊上場。
1957年12月21日在山谷球場破紀錄以7-6擊敗哈德斯菲尔德的比賽，乌夫顿出任球隊隊長。他因為鎖骨受傷而被迫退下火線後，使查尔顿竞技大部份時間以10人應戰。比賽還有27分鐘結束時，哈德斯菲尔德以5-1遙遙領先，此後查尔顿竞技打進6球絕地反勝，约翰尼·萨默斯在比賽中打進5球。至今哈德斯菲尔德仍保持著打進六球仍要輸球的英格蘭聯賽紀錄。
乌夫顿在1960年結束了足球生涯。1961年他在圖丁米查聯足球會出任足球教練，至1964/65球季加入马尔科姆·艾利森在普利茅斯的教練團。1965年他取代艾利森成為球會主教練，教練117場比賽並在1968離開。1984至2009年間他出任查尔顿竞技的總監。

## 個人生活
乌夫顿曾結婚兩次，第一次以離婚收場。他兩段婚姻各有兩名子女。離開球壇後，他在倫敦一家賭場擔任體育項目總監，及在一家板球慈善機構出任主席 。他在2021年3月27日與世長辭，享年92歲。